# Typhlocyba karachiensis
Typhlocyba karachiensis är en insektsart som beskrevs av M. Firoz Ahmed och Jabbar 1971. Typhlocyba karachiensis ingår i släktet Typhlocyba och familjen dvärgstritar. Inga underarter finns listade i Catalogue of Life.